# Margaux

Margaux este o comună în departamentul Gironde din sud-vestul Franței. În 2009 avea o populație de 1.494 de locuitori.

## Evoluția populației
| An        | 1975  | 1982  | 1990  | 1999  | 2006  | 2009  |
| --------- | ----- | ----- | ----- | ----- | ----- | ----- |
| Populație | 1.420 | 1.360 | 1.387 | 1.338 | 1.391 | 1.494 |